# バングラデシュ・プレミアリーグ (クリケット)
バングラデシュ・プレミアリーグ（英: Bangladesh Premier League、BPL）は、バングラデシュのトゥエンティ20方式のプロクリケットリーグ。

## 概要
2012年に発足。毎年6～7チームが参加している。

## 参加チーム
2024シーズンの参加チームは以下の通りである。
| チーム                                                     | 本拠地都市     |
| ---------------------------------------------------------- | -------------- |
| チョットグラム・チャレンジャーズ（Chattogram Challengers） | チョットグラム |
| クミッラ・ヴィクトリアンズ（Comilla Victorians）           | クミッラ       |
| ドゥルダント・ダッカ（Durdanto Dhaka）                     | ダッカ         |
| フォーチュン・バリサル（Fortune Barishal）                 | バリサル       |
| クルナ・タイガース（Khulna Tigers）                        | クルナ         |
| ランプル・ライダース（Rangpur Riders）                     | ランプル       |
| シレット・ストライカーズ（Sylhet Strikers）                | シレット       |